# Początkowa teoria parametru Ψ dla nadciekłości
Początkowa teoria parametru Ψ dla nadciekłości – teoria opisująca zjawisko nadciekłości transponowana z teorii Ginzburga-Landaua dla nadprzewodników. Zjawisko nadciekłości można uznać za nadprzewodnictwo cieczy nienaładowanej.

## Warunki brzegowe na ściance
Początkowa teoria parametru dla nadciekłości jest bardzo podobna do teorii parametru dla nadprzewodnictwa, ale nie zawiera ładunków elektrycznych.
Gęstość składowej nadciekłej {\displaystyle \rho _{s}} na ściance jest równa zeru.
{\displaystyle \rho _{s}=m\cdot |\Psi |^{2},}
{\displaystyle \Psi (0)=0.}

## Wyprowadzenie
Skalarna, zespolona funkcja jest wyrażona poniższym równaniem:
{\displaystyle \Psi =|\Psi |\cdot \exp(i\phi ),}
{\displaystyle -{\frac {\hbar }{2m}}\triangle \Psi +\alpha (T)\Psi +\beta _{\lambda }|\Psi |^{2}\Psi =0}
oraz
{\displaystyle j_{s}=\rho _{s}v_{s}=-{\frac {i\hbar }{2}}(\Psi ^{*}\nabla \Psi -\Psi \nabla \Psi ^{*})=\hbar |\Psi |^{2}\nabla \phi ,}
gdzie:
{\displaystyle \hbar } – stała Diraca,
{\displaystyle m} – masa,
{\displaystyle j_{s}} – strumień składowej nadciekłej,
{\displaystyle v_{s}} – prędkość wzdłuż ścianki.
Długość korelacji ξ wynosi:
{\displaystyle \xi (T)={\frac {\hbar }{\sqrt {2m|\alpha |}}},}
{\displaystyle \xi (T)=\xi (0)\tau ^{-{\frac {1}{2}}},}
{\displaystyle \tau ={\frac {T_{\lambda }-T}{T_{\lambda }}},}
gdzie:
{\displaystyle T_{\lambda }} – temperatura przemiany odpowiadająca punktowi {\displaystyle \lambda .}
Początkową teorię parametru Ψ można stosować tylko wtedy, gdy makroskopowa funkcja {\displaystyle \Psi } mało zmienia się w skali atomowej. Teoria będzie skuteczna tylko w pobliżu punktu {\displaystyle \lambda (\tau \ll 1).}